# 经络
经络在中医认为是人体中联络脏腑与溝通肢体，运行气血通路，「經絡」主幹者为经脉，「經絡」分支者为络脉。血行脉中，气行脉外。人的生机，靠的是气血的维护与营养。神采奕奕，容光焕发，说明的是人的气血旺盛，平衡，运行通畅。气血的补充靠的是精髓的产生，精亏髓亡，死期可知。精髓的产生又与脏腑的功能相联系。经络的记载详见于《内经》和《难经》，此前则有汉墓出土的《脉书》。

## 相關研究

### 漢代的解剖實驗
據《漢書·王莽傳》所述，東郡太守翟義造反事敗，被誅連三族，而逃脫的餘黨王孫慶則於公元16年被捕後，被王莽下令作活體解剖。據記載：「翟義黨王孫慶捕得，莽使太醫、尚方與巧屠共刳剝之，量度五臟，以竹筵導其脈，知其終始，云可以治病。」中醫以竹片插入活體後，只發現血管，卻與經絡不相吻合。據講中醫從此放棄解剖人體來尋找經絡。

### 1960年代北韓金鳳漢事件
1963年，北韓一位名為金鳳漢的醫師，在《北朝鲜医学科学院杂志学报》（Journal of the DPRK Academy of Medical Science）第5期上发表了长达40页、题为《论经络系统》（On the Kyungrak system）的论文，宣稱找到了經絡，並將之命名為「鳳漢管」（Bonghan duct）和「表層鳳漢小体」（Bonghan corpuscle）。1962年2月金鳳漢因此獲得朝鮮藝術與科學貢獻的最高人民獎章。
此次發現震驚全球醫學界；大阪市立大学医学部副教授藤原知組織了研究小組，進行重組回溯性實驗研究，但經過大量實驗之後並未發現「鳳漢管」和「表層鳳漢小体」的確實證據；奥地利的组织学权威Von Kellner G在同類研究之後，指所謂的「鳳漢小体」只是一种胚胎发育期残留下来的小器官，不可能有所谓的经络功能。1966年金鳳漢在發表第五篇經絡研究報告後失蹤，他主管的經絡研究所也關閉了。
近年有研究支持金鳳漢的发现，主要集中在南韩。

### 1989年祝总骧的發現
他们运用电子学、生物化学、生物物理、声学和形态及动植物等多种学科检测和独特的实验法，准确地揭示人体经络线的分布位置，证实了古典经络图谱的高度科学性和客观存在。以后又提出“经络是多层次、多功能、多形态立体结构的调控系统”的理论。写成专著《针灸经络生物物理学-中国第一大发明的科学验证》（北京出版社，1989）

### 1998年費倫小組的發現

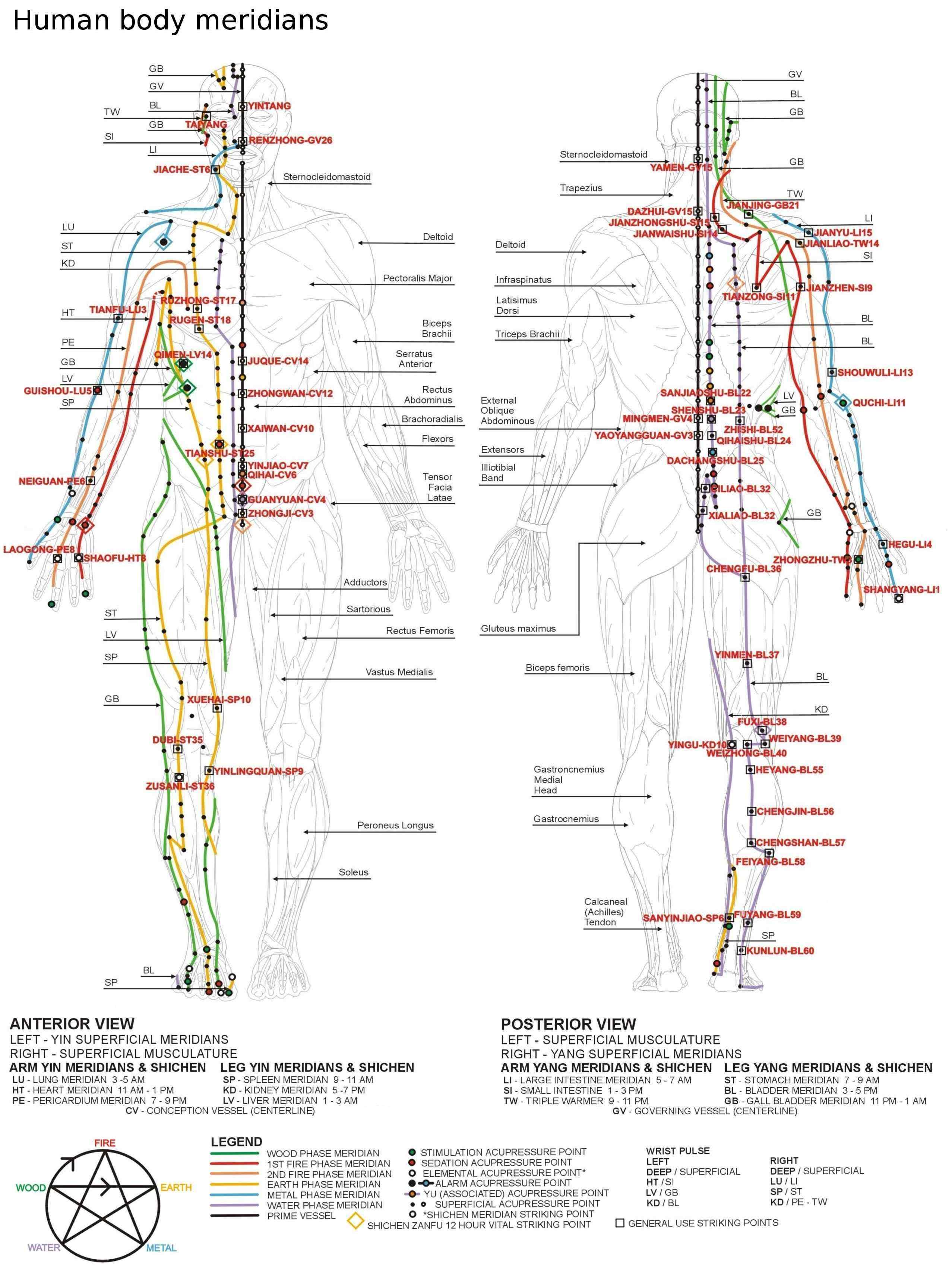
经络图的示例

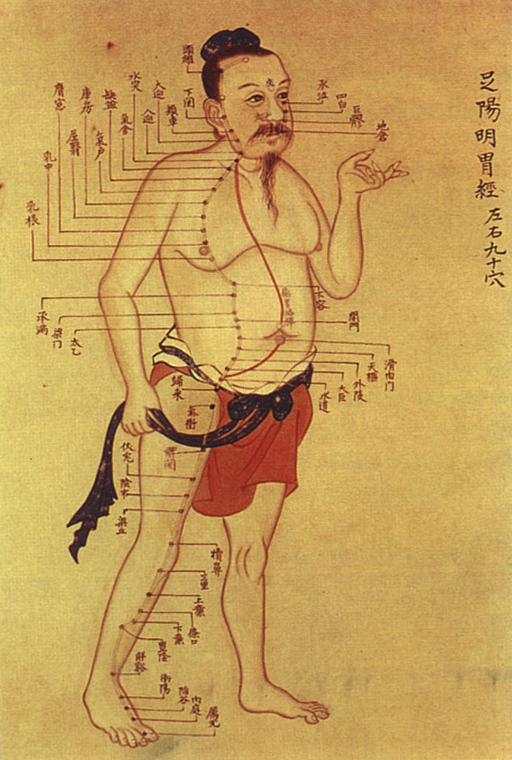
经络图的示例

在1990年代，在中國大陸政府的推動下，上海復旦大學成立一個研究小組，嘗試對經絡進行系統研究。
費倫教授是一個精於分子物理學的化學家，採取了非西方醫學主流的做法，首先放棄遵從西方生理學對人體的理解，而將經絡視為一種所謂「虛擬組織」的新式組織，直接用分子生物學的技術去分析經絡附近的組織。在此研究之前，天津一個研究小組曾經發現，針刺入穴位時，會使穴位周圍產生大量的鈣離子。據此，費倫小組判斷穴位附近，應該存在可以隨時釋放鈣離子的鈣庫。小組於是用核磁共振，觀察對活人腿上「胃經」的「地層」施針過程，同時對另一條人腿進行同步解剖，企圖了解人腿經脈結構。
結果發現，小腿上胃經穴位的「地層」停針之處，均在腓骨與脛骨之間的骨間膜上。骨間膜是一種締組織，西方主流醫學對它的了解，僅止於它連結人體組織的功能。小組割下該片骨間膜，送到實驗室進一步研究。小組用質子加速器分析，發現鈣、磷、鉀、鐵、鋅、錳、鉻等金屬離子，而穴位上的離子含量，比非穴位高出四十到兩百倍不等。小組接著分析該片骨間膜的結構，發現「它是由三條膠原纖維構成纖維條，再由五條纖維條捲成一束，數量繁多的這種線束結成片狀」。小組認為這種類似光纖維的膠原組織，便是經絡的物理基礎。
研究小組在中國大陸的《科學通報》1998年3月號上，發表一篇名為《經絡物質基礎及其功能性特徵的實驗探索和研究展望》的名文章，展示相關的研究結果。小組並在2000年應邀在世界衛生組織的「傳統醫學研討會」中發表成果，也在2001年「兩岸中醫藥研討會」中發表。

### 2005年丁光宏小組的發現
此後，上海復旦大學力學與工程科學系講師丁光宏，聯同沈雪勇、姚伟、党瑞山、杨静、陈尔瑜等科研人員，對經脈附近的血管、流體力學現象進行研究。小組發現人體內的毛細血管雖然一般呈不規則分佈，但在穴點附近的毛細血管卻呈平行線狀，而且平行於經絡。小組進行流體力學計算，發現只要在相鄰的穴位間有一定壓力差，在人體的經絡中就會形成管線毛毛細血管間的組織液流場。小組就此研究組果，在《自然科学进展》2005年01期上，發表了名為《组织液定向流动的动力学机理与人体经络现象》的文章。

### 2007年德國的研究
美联社的2007年9月24日报道，德国使用1100名腰痛病患进行针灸和“假针灸”（即把针扎进皮肤，但不像真的那么深、不扎在穴位上，也没有用手推动或转动。）对比试验，发现腰痛情况好转的人，针灸组有47%，假针灸组有44%，传统疗法组有27%。其共同作者德国波鸿鲁尔大学教授安德瑞斯（Heins Endres）说：「针灸对慢性腰痛是极有前途和效果的治疗选择，病人不仅经历疼痛大幅减轻，由腰痛引起的残障和不良生活质量，也有改善。」此實驗結果認為穴位、经络并不对针灸效果产生统计学意义上区别。

### 福州大学生物工程研究所的自由基研究
福州大学生物工程研究所饶平凡教授以及同事刘树滔教授、周建武教授、柯李晶博士、郭静科博士等人通过对自由基染色的方法，在大鼠腹壁肌层上显示出和腹部中线脂肪重叠的一条线、左右两条平行线、和右侧一条平行线。文章作者认为这表现出的是任脉、肾经、胃经、脾经。
这些作者又在在单纯性肥胖大鼠的穴位上涂抹TAT-SOD融合蛋白质软膏，认为这样可以透过皮肤进入细胞清除底下组织的自由基（假设，未被文章证实）。文章报告称这样做的疗效和针灸相类似。

### 李定忠经络电磁场效应研究（1950年代-2020）
李定忠、李秀章教授团队从物质、能量和信息角度，采用现代声、光、电、热、磁、核素标记、量子及化学离子检测方法，遵从经络特征和规律，结合临床实践进行经络研究。历经60余年的毕生研究成果包括经络专著6本、科技进步奖14项、国家七五、八五经络研究课题验收、9项科技创新及包括磁电经络疏导仪、经穴磁疗特型磁体磁片、低阻磁钅是针的多项发明专利。研究发现：

#### 可见经络现象
- 可见经络现象—循经皮肤病（至1991年,自然显示与经络吻合：315例、423条）
- 先天性循经皮肤病证实基因决定经络的存在（至1991年,76例，169条）
- 先天性循经皮肤病证实经络理论来源的可靠性
- 生理性循经感传与内脏病体表循经反应均证明经络没有绝缘的边界
- 循经皮肤病组织学检查证明经络的物质基础是综合组织体系，无独特的组织结构

#### 经络具有多种“量子”特征
初步分析，经络有6项内容与量子、微波特征相似或相关:
1) 波粒二象性 2) 驻波特征 3) 不确定（动态平衡）性 4) 多种对称性 5) 光子循经运行规律 6) 电磁场效应
研究方法及手段包括：标记物为131碘马脲酸钠的经络核素检测、 超导量子干涉仪在零磁空间实验室进行人体经穴检测、人体体表超微弱冷光信息研究、γ闪烁照相技术、脑磁图、核磁成像等。

#### 经络电磁场效应
- 阴阳、表里、信息激发先后和左右对称制约等智能调控的特征。
- 经穴有特定的脑功能定位。
- 表皮挑治与针灸深刺在脑部反应有同等效果
- 经络的智能型程序化调控是离不开大脑生理和心理活动
实际上大脑的生理活动同时对应产生声、光、电、热、电磁波、振动等多种物理能量信息，通过经络体系作用于人体各部位，这些作用都是双向的。同时人体各部位的生理活动，通过神经系统的反射机制再作用于大脑，影响大脑的生理和心理活动。这些作用和影响的调控因子，既有经络体系物质-能量-信息流的传输，又是细胞群落进行信息交流的快速通道；也是脑和神经内分泌系统的电信号和化学信号的传输过程。
- 导弹追踪自寻的式气至病所调整机制
- 基因程控如计算机按基因固有程序调整
- 自主神经中枢参与经络周期性定时定位反应
- 经络调整微观层面的变化
- 特定的弱电场可抑制或激活钠、钾、ATP酶和钙离子通道等蛋白，脉冲电磁场可促成纤维细胞的DNA合成、RNA转录和干细胞的再生，不同波形的脉冲电磁场对组织再生有加速、抑制或提前分化等不同效应。实验证明：经络自控机制的存在，为某些先天病、遗传病的有效治疗提供佐证。

#### 气血运行如环无端的科学实质与经络环
1973年，应用低频电脉冲刺激经络敏感人井穴，激通全身环形电导通道。
1983年，经瑞典诺贝尔奖金评委会委员（Norden Strom）研究证实体内确实存在环形闭合电路，与张长琳研究的耗散结构图基本一致。

## 現代的各種假設

### 西方主流醫學界
由于经络尚未得到解剖学上的证实，因此西方主流医学界认为经络是不存在的。因此，針灸的功效没有确定的现代医学解释。
对于电生理学的解释，一篇2008年的综述认为此类研究质量差且证据不足支持论点。
新西兰人马克·哈拿说，中医认为马有胆经，但解剖学上马无胆囊，称这是和體液學說一样的哲学式医学思想。

### 英國學者李約瑟
英國學者李約瑟則在《中國之科技與文明──針灸：歷史與理論》提出，經絡系統像是「放射狀毛細血管」的概念。也有學者發現經絡循行線上的電阻較低。

## 外部連結
- FM经络图（英文）